# Thyridanthrax luminus
Thyridanthrax luminus är en tvåvingeart som först beskrevs av Hall 1970.  Thyridanthrax luminus ingår i släktet Thyridanthrax och familjen svävflugor. Inga underarter finns listade i Catalogue of Life.